# Lega C 2022 (football americano)
La Lega C 2022 è la 16ª edizione del campionato svizzero di football americano di terzo livello, organizzato dalla SAFV.

## Squadre partecipanti
| Club                  | Città               | Stadio | Sponsor ufficiale | Risultato nella stagione 2021 |
| --------------------- | ------------------- | ------ | ----------------- | ----------------------------- |
| Emmen Dragons         | Buchrain            |        |                   |                               |
| Glarus Orks           | Niederurnen         |        |                   |                               |
| Langenthal Invaders   | Langenthal          |        |                   |                               |
| Lausanne LUCAF Owls   | Losanna             |        |                   |                               |
| Lugano Rebels         | Lugano              |        |                   |                               |
| Morges Bandits        | Morges              |        |                   |                               |
| Neuchâtel Knights     | Neuchâtel           |        |                   |                               |
| Schaffhausen Sharks   | Sciaffusa           |        |                   |                               |
| Niederbipp Ducks      | Nebikon             |        |                   |                               |
| Zofingen Cheetahs     | Herrliberg          |        |                   |                               |
| Zurich State Spartans | Wangen-Brüttisellen |        |                   |                               |

## Stagione regolare

### Calendario

#### 1ª giornata
| Chavannes-près-Renens 26 marzo 2022, ore 15:00 | Lausanne LUCAF Owls | 0 – 32 referto | Lugano Rebels | Centre Sportif\| Arbitro: \| Ducommun \| |
| Arbitro:                                       | Ducommun            |                |               |                                          |

| Morges 27 marzo 2022, ore 14:00 | Morges Bandits | 28 – 20 referto | Glarus Orks | Parc des Sports\| Arbitro: \| Ducommun \| |
| Arbitro:                        | Ducommun       |                 |             |                                           |

| Neuchâtel 27 marzo 2022, ore 14:00 | Neuchâtel Knights | 3 – 14 referto | Zurich State Spartans | Terrain du Chanet\| Arbitro: \| Wagner \| |
| Arbitro:                           | Wagner            |                |                       |                                           |

| Niederbipp 27 marzo 2022, ore 14:00 | Niederbipp Ducks | 6 – 53 referto | Emmen Dragons | Sportplatz Lehnfluh\| Arbitro: \| Strähl \| |
| Arbitro:                            | Strähl           |                |               |                                             |

| Neuhausen am Rheinfall 27 marzo 2022, ore 14:00 | Schaffhausen Sharks | 3 – 0 (0-0 0-0 0-0 3-0) referto | Langenthal Invaders | Stadion Langriet\| Arbitro: \| Birnbaum \| |
| Arbitro:                                        | Birnbaum            |                                 |                     |                                            |

#### 2ª giornata
| Wangen-Brüttisellen 3 aprile 2022, ore 14:00 | Zurich State Spartans | 10 – 8 referto | Langenthal Invaders | Sportanlage Dürrbach\| Arbitro: \| Zwicker \| |
| Arbitro:                                     | Zwicker               |                |                     |                                               |

#### 3ª giornata
| Emmen 10 aprile 2022, ore 14:00 | Emmen Dragons | 50 – 0 (a tavolino) referto | Zofingen Cheetahs | Sportplatz Gersag\| Arbitro: \| Petschovsky \| |
| Arbitro:                        | Petschovsky   |                             |                   |                                                |

| Niederbipp 10 aprile 2022, ore 14:00 | Niederbipp Ducks | 0 – 24 referto | Neuchâtel Knights | Sportplatz Lehnfluh\| Arbitro: \| Gerber \| |
| Arbitro:                             | Gerber           |                |                   |                                             |

#### 4ª giornata
| Morges 16 aprile 2022, ore 16:00 | Lausanne LUCAF Owls | 7 – 0 referto | Glarus Orks | Parc des Sports\| Arbitro: \| Gerber \| |
| Arbitro:                         | Gerber              |               |             |                                         |

| Langenthal 16 aprile 2022, ore 18:00 | Langenthal Invaders | 46 – 7 referto | Neuchâtel Knights | Stadion Hard\| Arbitro: \| Jordan \| |
| Arbitro:                             | Jordan              |                |                   |                                      |

| Zofingen 16 aprile 2022, ore 18:00 | Zofingen Cheetahs | 0 – 56 referto | Schaffhausen Sharks | Sportplatz Bezirksschule\| Arbitro: \| Deter \| |
| Arbitro:                           | Deter             |                |                     |                                                 |

| Morges 17 aprile 2022, ore 14:00 | Morges Bandits | 45 – 6 referto | Niederbipp Ducks | Parc des Sports\| Arbitro: \| Deter \| |
| Arbitro:                         | Deter          |                |                  |                                        |

#### 5ª giornata
| Witikon 23 aprile 2022, ore 14:30 | Zurich State Spartans | 50 – 0 (a tavolino) referto | Zofingen Cheetahs | Sportplatz Looren |

| Langenthal 23 aprile 2022, ore 18:00 | Langenthal Invaders | 67 – 6 referto | Niederbipp Ducks | Stadion Hard\| Arbitro: \| B. Meier \| |
| Arbitro:                             | B. Meier            |                |                  |                                        |

| Neuchâtel 23 aprile 2022, ore 18:00 | Neuchâtel Knights | 12 – 5 referto | Lausanne LUCAF Owls | Terrain du Chanet\| Arbitro: \| Schwarz \| |
| Arbitro:                            | Schwarz           |                |                     |                                            |

| Emmen 24 aprile 2022, ore 14:00 | Emmen Dragons | 26 – 6 referto | Glarus Orks | Sportplatz Gersag\| Arbitro: \| Böni \| |
| Arbitro:                        | Böni          |                |             |                                         |

| Lugano 24 aprile 2022, ore 14:00 | Lugano Rebels | 21 – 40 referto | Schaffhausen Sharks | Stadio comunale di Cornaredo (campo sintetico)\| Arbitro: \| Birnbaum \| |
| Arbitro:                         | Birnbaum      |                 |                     |                                                                          |

#### 6ª giornata
| Witikon 30 aprile 2022, ore 14:30 | Zurich State Spartans | 7 – 13 referto | Emmen Dragons | Sportplatz Looren\| Arbitro: \| Zwicker \| |
| Arbitro:                          | Zwicker               |                |               |                                            |

| Glarona 1º maggio 2022, ore 14:00 | Glarus Orks | 0 – 35 referto | Schaffhausen Sharks | Wyden\| Arbitro: \| Vogel \| |
| Arbitro:                          | Vogel       |                |                     |                              |

| Morges 1º maggio 2022, ore 14:00 | Morges Bandits | 21 – 35 referto | Langenthal Invaders | Parc des Sports\| Arbitro: \| Schwarz \| |
| Arbitro:                         | Schwarz        |                 |                     |                                          |

| Zofingen 1º maggio 2022, ore 14:00 | Zofingen Cheetahs | 0 – 61 referto | Lugano Rebels | Sportplatz Bezirksschule\| Arbitro: \| Zwicker \| |
| Arbitro:                           | Zwicker           |                |               |                                                   |

#### 7ª giornata
| Emmen 8 maggio 2022, ore 14:00 | Emmen Dragons | 22 – 12 referto | Lugano Rebels | Sportplatz Gersag\| Arbitro: \| M. Meier \| |
| Arbitro:                       | M. Meier      |                 |               |                                             |

| Neuhausen am Rheinfall 8 maggio 2022, ore 14:00 | Schaffhausen Sharks | 9 – 0 referto | Neuchâtel Knights | Stadion Langriet\| Arbitro: \| Petschovsky \| |
| Arbitro:                                        | Petschovsky         |               |                   |                                               |

| Zofingen 8 maggio 2022, ore 14:00 | Zofingen Cheetahs | 6 – 28 referto | Niederbipp Ducks | Sportplatz Bezirksschule\| Arbitro: \| Gerber \| |
| Arbitro:                          | Gerber            |                |                  |                                                  |

#### 8ª giornata
| Glarona 14 maggio 2022, ore 18:00 | Glarus Orks | 7 – 24 referto | Lugano Rebels | Wyden\| Arbitro: \| Waser \| |
| Arbitro:                          | Waser       |                |               |                              |

| Niederbipp 14 maggio 2022, ore 18:00 | Niederbipp Ducks | 14 – 15 referto | Lausanne LUCAF Owls | Sportplatz Lehnfluh\| Arbitro: \| Gerber \| |
| Arbitro:                             | Gerber           |                 |                     |                                             |

| Neuchâtel 15 maggio 2022, ore 14:00 | Neuchâtel Knights | 40 – 23 referto | Morges Bandits | Terrain du Chanet\| Arbitro: \| B. Meier \| |
| Arbitro:                            | B. Meier          |                 |                |                                             |

| Neuhausen am Rheinfall 15 maggio 2022, ore 14:00 | Schaffhausen Sharks | 17 – 3 referto | Zurich State Spartans | Stadion Langriet\| Arbitro: \| Fouillet \| |
| Arbitro:                                         | Fouillet            |                |                       |                                            |

| Zofingen 15 maggio 2022, ore 14:00 | Zofingen Cheetahs | 0 – 50 (a tavolino) referto | Langenthal Invaders | Sportplatz Bezirksschule\| Arbitro: \| Strähl \| |
| Arbitro:                           | Strähl            |                             |                     |                                                  |

#### 9ª giornata
| Chavannes-près-Renens 21 maggio 2022, ore 15:00 | Lausanne LUCAF Owls | 0 – 32 referto | Schaffhausen Sharks | Centre Sportif\| Arbitro: \| Schwarz \| |
| Arbitro:                                        | Schwarz             |                |                     |                                         |

| Lugano 22 maggio 2022, ore 14:00 | Lugano Rebels | 22 – 25 referto | Morges Bandits | Stadio comunale di Cornaredo (campo sintetico)\| Arbitro: \| Zwicker \| |
| Arbitro:                         | Zwicker       |                 |                |                                                                         |

| Neuchâtel 22 maggio 2022, ore 14:00 | Neuchâtel Knights | 15 – 22 referto | Emmen Dragons | Terrain du Chanet\| Arbitro: \| M. Meier \| |
| Arbitro:                            | M. Meier          |                 |               |                                             |

| Niederbipp 22 maggio 2022, ore 14:00 | Niederbipp Ducks | 21 – 35 referto | Zurich State Spartans | Sportplatz Lehnfluh\| Arbitro: \| Birnbaum \| |
| Arbitro:                             | Birnbaum         |                 |                       |                                               |

#### 10ª giornata
| Langenthal 28 maggio 2022, ore 18:00 | Langenthal Invaders | 55 – 7 referto | Glarus Orks | Stadion Hard\| Arbitro: \| Gerber \| |
| Arbitro:                             | Gerber              |                |             |                                      |

| Lugano 29 maggio 2022, ore 14:00 | Lugano Rebels | 62 – 0 referto | Niederbipp Ducks | Stadio comunale di Cornaredo (campo sintetico)\| Arbitro: \| Waser \| |
| Arbitro:                         | Waser         |                |                  |                                                                       |

| Morges 29 maggio 2022, ore 14:00 | Morges Bandits | 53 – 6 referto | Zofingen Cheetahs | Parc des Sports\| Arbitro: \| Schwarz \| |
| Arbitro:                         | Schwarz        |                |                   |                                          |

| Witikon 29 maggio 2022, ore 14:30 | Zurich State Spartans | 6 – 13 referto | Lausanne LUCAF Owls | Sportplatz Looren\| Arbitro: \| Birnbaum \| |
| Arbitro:                          | Birnbaum              |                |                     |                                             |

#### 11ª giornata
| Chavannes-près-Renens 5 giugno 2022, ore 14:00 | Lausanne LUCAF Owls | 50 – 0 (a tavolino) referto | Zofingen Cheetahs | Centre Sportif |

| Lugano 5 giugno 2022, ore 14:00 | Lugano Rebels | 48 – 23 referto | Zurich State Spartans | Stadio comunale di Cornaredo (campo sintetico)\| Arbitro: \| Vogel \| |
| Arbitro:                        | Vogel         |                 |                       |                                                                       |

| Morges 5 giugno 2022, ore 14:00 | Morges Bandits | 0 – 13 referto | Emmen Dragons | Parc des Sports\| Arbitro: \| Ducommun \| |
| Arbitro:                        | Ducommun       |                |               |                                           |

| Neuchâtel 5 giugno 2022, ore 14:00 | Neuchâtel Knights | 16 – 19 referto | Glarus Orks | Terrain du Chanet\| Arbitro: \| B. Meier \| |
| Arbitro:                           | B. Meier          |                 |             |                                             |

#### 12ª giornata
| Emmen 11 giugno 2022, ore 18:00 | Emmen Dragons | 20 – 24 referto | Langenthal Invaders | Sportplatz Gersag\| Arbitro: \| Jordan \| |
| Arbitro:                        | Jordan        |                 |                     |                                           |

| Glarona 11 giugno 2022, ore 18:00 | Glarus Orks | 19 – 12 referto | Zurich State Spartans | Wyden\| Arbitro: \| Vogel \| |
| Arbitro:                          | Vogel       |                 |                       |                              |

| Niederbipp 11 giugno 2022, ore 18:00 | Niederbipp Ducks | 3 – 35 referto | Schaffhausen Sharks | Sportplatz Lehnfluh\| Arbitro: \| Schwarz \| |
| Arbitro:                             | Schwarz          |                |                     |                                              |

| Chavannes-près-Renens 12 giugno 2022, ore 14:00 | Lausanne LUCAF Owls | 0 – 50 (a tavolino) referto | Morges Bandits | Centre Sportif |

#### 13ª giornata
| Glarona 18 giugno 2022, ore 18:00 | Glarus Orks | 50 – 0 (a tavolino) referto | Zofingen Cheetahs | Wyden\| Arbitro: \| Waldburger \| |
| Arbitro:                          | Waldburger  |                             |                   |                                   |

| Langenthal 18 giugno 2022, ore 18:00 | Langenthal Invaders | 28 – 19 referto | Lausanne LUCAF Owls | Stadion Hard\| Arbitro: \| Jordan \| |
| Arbitro:                             | Jordan              |                 |                     |                                      |

| Lugano 19 giugno 2022, ore 14:00 | Lugano Rebels | 21 – 7 referto | Neuchâtel Knights | Stadio comunale di Cornaredo (campo sintetico)\| Arbitro: \| Vogel \| |
| Arbitro:                         | Vogel         |                |                   |                                                                       |

| Neuhausen am Rheinfall 19 giugno 2022, ore 14:00 | Schaffhausen Sharks | 20 – 14 referto | Emmen Dragons | Stadion Langriet\| Arbitro: \| Fouillet \| |
| Arbitro:                                         | Fouillet            |                 |               |                                            |

#### 14ª giornata
| Glarona 25 giugno 2022, ore 18:00 | Glarus Orks | 48 – 0 referto | Niederbipp Ducks | Wyden\| Arbitro: \| Vogel \| |
| Arbitro:                          | Vogel       |                |                  |                              |

| Emmen 26 giugno 2022, ore 14:00 | Emmen Dragons | 25 – 19 referto | Lausanne LUCAF Owls | Sportplatz Gersag\| Arbitro: \| M. Meier \| |
| Arbitro:                        | M. Meier      |                 |                     |                                             |

| Langenthal 26 giugno 2022, ore 14:00 | Langenthal Invaders | 48 – 6 referto | Lugano Rebels | Stadion Hard\| Arbitro: \| Fouillet \| |
| Arbitro:                             | Fouillet            |                |               |                                        |

| Witikon 26 giugno 2022, ore 14:30 | Zurich State Spartans | 20 – 0 referto | Morges Bandits | Sportplatz Looren\| Arbitro: \| Zwicker \| |
| Arbitro:                          | Zwicker               |                |                |                                            |

#### 15ª giornata
| Neuhausen am Rheinfall 3 luglio 2022, ore 14:00 | Schaffhausen Sharks | 42 – 7 referto | Morges Bandits | Stadion Langriet\| Arbitro: \| Waser \| |
| Arbitro:                                        | Waser               |                |                |                                         |

| Zofingen 3 luglio 2022, ore 14:00 | Zofingen Cheetahs | 0 – 42 referto | Neuchâtel Knights | Sportplatz Bezirksschule\| Arbitro: \| Gerber \| |
| Arbitro:                          | Gerber            |                |                   |                                                  |

### Classifica
La classifica della regular season è la seguente:
- PCT = percentuale di vittorie, G = partite giocate, V = partite vinte, P = partite perse, PF = punti fatti, PS = punti subiti

| Pos. | Squadra               | PCT   | G  | V  | P  | PF  | PS  |
| ---- | --------------------- | ----- | -- | -- | -- | --- | --- |
| 1    | Schaffhausen Sharks   | 1.000 | 10 | 10 | 0  | 289 | 48  |
| 2    | Langenthal Invaders   | .800  | 10 | 8  | 2  | 361 | 99  |
| 3    | Emmen Dragons         | .800  | 10 | 8  | 2  | 258 | 109 |
| 4    | Lugano Rebels         | .600  | 10 | 6  | 4  | 309 | 172 |
| 5    | Zurich State Spartans | .500  | 10 | 5  | 5  | 180 | 142 |
| 6    | Morges Bandits        | .500  | 10 | 5  | 5  | 252 | 204 |
| 7    | Neuchâtel Knights     | .400  | 10 | 4  | 6  | 166 | 159 |
| 8    | Lausanne LUCAF Owls   | .400  | 10 | 4  | 6  | 128 | 199 |
| 9    | Glarus Orks           | .400  | 10 | 4  | 6  | 176 | 203 |
| 10   | Niederbipp Ducks      | .100  | 10 | 1  | 9  | 84  | 390 |
| 11   | Zofingen Cheetahs     | .000  | 10 | 0  | 10 | 12  | 490 |

## Playoff

### Tabellone
|  | Semifinali | Semifinali          | Semifinali |               |   | IX Finale Lega C    | IX Finale Lega C | IX Finale Lega C |  |
|  |            |                     |            |               |   |                     |                  |                  |  |
|  | 2          | Langenthal Invaders | 28         |               |   |                     |                  |                  |  |
|  | 2          | Langenthal Invaders | 28         |               |   |                     |                  |                  |  |
|  | 3          | Emmen Dragons       | 0          |               |   |                     |                  |                  |  |
|  | 3          | Emmen Dragons       | 0          |               | 2 | Langenthal Invaders | 28               |                  |  |
|  |            |                     |            |               | 2 | Langenthal Invaders | 28               |                  |  |
|  |            |                     | 4          | Lugano Rebels | 7 |                     |                  |                  |  |
|  | 1          | Schaffhausen Sharks | 4          | Lugano Rebels | 7 | 6                   |                  |                  |  |
|  | 1          | Schaffhausen Sharks |            |               |   |                     |                  |                  |  |
|  | 4          | Lugano Rebels       | 7          |               |   |                     |                  |                  |  |

### Semifinali
| Langenthal 9 luglio 2022, ore 18:00 | Langenthal Invaders | 28 – 0 referto | Emmen Dragons | Stadion Hard\| Arbitro: \| Fouillet \| |
| Arbitro:                            | Fouillet            |                |               |                                        |

| Neuhausen am Rheinfall 10 luglio 2022, ore 14:00 | Schaffhausen Sharks | 6 – 7 referto | Lugano Rebels | Stadion Langriet\| Arbitro: \| Fouillet \| |
| Arbitro:                                         | Fouillet            |               |               |                                            |

### IX Finale Lega C
| Langenthal 17 luglio 2022, ore 14:00 | Langenthal Invaders                                     | 28 – 7 referto | Lugano Rebels | Stadion Hard\| Arbitri: \| Strähl Kämpf von Känel Gerber Wagner Schröder Nau Deter \| |
| Arbitri:                             | Strähl Kämpf von Känel Gerber Wagner Schröder Nau Deter |                |               |                                                                                       |

## Verdetti
- Langenthal Invaders campioni e promossi in Lega B 2023